# East Dulwich
East Dulwich är en del av en befolkad plats i Storbritannien.   Den ligger i grevskapet Greater London och riksdelen England, i den södra delen av landet, i huvudstaden London. East Dulwich ligger 37 meter över havet och antalet invånare är 12 321.
Terrängen runt East Dulwich är platt. Runt East Dulwich är det mycket tätbefolkat, med 6 959 invånare per kvadratkilometer. Närmaste större samhälle är City of London, 7,1 km norr om East Dulwich. Runt East Dulwich är det i huvudsak tätbebyggt.